# Nieve de Medina
Nieve de Medina es una actriz y directora española nacida en Madrid en 1962.

## Biografía
Empezó a estudiar interpretación con María Ruiz, y completó su formación en el Laboratorio Teatral William Layton. Es titulada en dirección de escena por La Real Escuela Superior de Arte Dramático de Madrid, y se formó como actriz de doblaje en Taurus.
Se dio a conocer en el año 2000 en la película El Bola de Achero Mañas, pero el punto de inflexión en su carrera fue Los lunes al sol, de Fernando León de Aranoa, dos años más tarde.
Ha escrito algunos relatos cortos y obras de teatro: Ni con el pétalo de una rosa se ha representado en el Teatro Lara de Madrid en 2010, con dirección de Juanfra Rodríguez, y Finados y confinados se representó en los Teatros del Canal en 2021 bajo su dirección. Ha escrito y dirigido dos documentales: Por si te vas te quedas en 2017, y Normalidad 20 en 2021, un cortometraje sobre la pandemia de Covid 19.
Como directora de escena los trabajos han sido puntuales debido a su entrega a la interpretación: La fiesta del vino, Madrid 1988; La Húngara, de Mario Fratti, (1990); Noche de Guerra en el museo del Prado, de Rafael Alberti (1998); Enfermos de Esperanza, de Enrique Mijares (1998); Una fiesta para Boris, de Thomas Bernhard, Madrid 2001; Finados y confinados, Teatros del Canal (2021).

## Filmografía

### Cine

#### Largometrajes
- ¡Dispara! (1993), de Carlos Saura.
- Spanish Fly (1998), de Daphna Kastner.
- Marta y alrededores (1999), de Nacho Pérez de la Paz y Jesús Ruiz.
- El Bola (2000), de Achero Mañas.
- Nos miran (2002), de Norberto López Amado.
- Los lunes al sol (2002), de Fernando León de Aranoa.
- Tapas (2004), de José Corbacho.
- Avant l'oubli (2005), de Augustín Burger.
- Películas para no dormir: La culpa (2006), de Narciso Ibáñez Serrador.
- Un franco, 14 pesetas (2006), de Carlos Iglesias.
- 2 francos, 40 pesetas (2014), de Carlos Iglesias.
- La madre (2016), de Alberto Morais.
- El agua (2022), de Elena López Riera.

#### Cortometrajes
- Maika (1995), de Igor Fioravanti.
- Alas de ángel (2001), de Ricardo del Castillo.
- Cuando nadie nos mira (2003), de Pau Atienza.
- Recursos humanos (2004), de José Javier Rodríguez Melcón.
- Hijo (2007), de Nicolás Melini.
- Cafè pendent (2007), de Jep Sánchez y Quim Paredes.
- El cuento de la vida, (2014), de Carmen Panadero Manjavacas.[6]

### Televisión
- Robles, investigador (2000) (episódico).
- Raquel busca su sitio (2000) (episodio).
- El comisario (2001) Berta (episódico).
- Hospital Central (2003), como Dra. Laura Guillen (episódico).
- Una nueva vida (2003), como Laura.
- Quart (2007), como La turca (episódico).
- La Señora (2008), como Rosario (secundario).
- Cazadores de hombres (2008), como Rosa (episódico).
- Ángel o demonio (2011), como Olivia (episódico).
- Hospital Central (2012), como Nuria (episódico).
- Cuéntame (2016), como Aurora
- Bajo sospecha (2016), como la madre de Víctor (3 episodios).
- El ministerio del tiempo (2016), como Marisa (3 episodios)
- Brigada Costa del Sol (2019), como Gloria.
- Vestidas de azul (2024), como Magdalena.
- Muertos S.L. (2024)

### Teatro
- Yonquis y yanquis (1996), de José Luis Alonso de Santos, dirección de Francisco Vidal (teatro Olimpia, CDN)
- Hamelin (2006), de Juan Mayorga, dirección de Andrés Lima, Teatro de La Abadía
- Hamlet (2008), de Shakespeare, dirección de Juan Diego Botto (Teatro María Guerrero, CDN)[7]
- La tierra (2009), de José Ramón Fernández, dirección de Javier García Yagüe (teatro Valle-Inclán, CDN)[8]
- La punta del iceberg (2014), de Antonio Tabares, dirección de Sergi Belbel (Teatro de La Abadía, Madrid)[9]
- Las bicicletas son para el verano (2017), de Fernando Fernán Gómez, con dirección de César Oliva (Teatro Fernán Gómez, Madrid)
- Consentimiento (2018), de Nina Rayne, dirigida por Magüi Mira, Centro Dramático Nacional.[10]
- Carmiña (2020) de Noelia Adánez, dirección de Ximena Vera (Teatro del Barrio, Madrid)[11]
- Finados y confinados (2021), escrito y dirigido por Nieve de Medina (Teatros del Canal, Madrid)[12]

## Premios
Medallas del Círculo de Escritores Cinematográficos
| Año  | Categoría               | Película         | Resultado |
| ---- | ----------------------- | ---------------- | --------- |
| 2002 | Mejor actriz secundaria | Los lunes al sol | Ganadora  |

Premios Goya
| Año  | Categoría               | Película         | Resultado |
| ---- | ----------------------- | ---------------- | --------- |
| 2002 | Mejor actriz revelación | Los lunes al sol | Nominada  |

Premios de la Unión de Actores
| Año  | Categoría                       | Película         | Resultado |
| ---- | ------------------------------- | ---------------- | --------- |
| 2002 | Mejor actriz secundaria de cine | Los lunes al sol | Ganadora  |

- Premio ACE a la mejor actriz secundaria por Los lunes al sol (2002), de Fernando León de Aranoa.

- Nominada al premio de la Academia de Cine Europeo a la mejor actriz por Los lunes al sol (2002), de Fernando León de Aranoa.

- Premio del Festival de Cine Español de Málaga a la mejor actriz en un cortometraje por Recursos humanos (2004), de José Javier Rodríguez Melcon.